# Bactrocera aurantiaca
Bactrocera aurantiaca är en tvåvingeart som först beskrevs av Drew och Albany Hancock 1981.  Bactrocera aurantiaca ingår i släktet Bactrocera och familjen borrflugor. Inga underarter finns listade.